# Bremmerianen
De Bremmerianen waren een groep Nederlandse kunstenaars die in het begin van de 20e eeuw onder invloed stonden van de kunstcriticus en schilder H.P. Bremmer. De term Bremmerianen werd al vanaf de jaren twintig van de vorige eeuw sporadisch gebruikt, vooral in persbesprekingen van tentoonstellingen van vrouwelijke kunstenaars die leerling waren van H.P. Bremmer. De eerst bekende vermelding dateert uit 1928. In engere zin werden hiermee vooral leerlingen bedoeld wier werk zich gedurende een langere periode binnen hun ontwikkeling onderscheidde door een sobere, precieze stijl, waarin elk detail was uitgewerkt. Dit uitte zich vooral in stillevens.
De Bremmerianen waren geen formele kunstbeweging, maar eerder een losse groep van kunstenaars die door Bremmer werden beïnvloed. De kern van deze groep werd gevormd door Anna Egter van Wissekerke, Julie de Graag, Bertha van Hasselt, Tjitske van Hettinga Tromp, Louise van Holthe tot Echten, Antoinette van Hoytema, Suzanne Kneppelhout en Corrie Pabst, die vaak ook onderling sterke persoonlijke banden hadden. Ook vormden de kunstenaars Rudolf Bremmer, Arend Hendriks en Jo Lodeizen in de jaren twintig een vriendengroep die onder invloed van Bremmer werkte.